# Fontainemelon
Fontainemelon est une localité et une ancienne commune suisse du canton de Neuchâtel, située dans la région Val-de-Ruz.

## Géographie

Vue aérienne (1949).

Selon l'Office fédéral de la statistique, Fontainemelon mesurait 2,45 km2. 20,9 % de cette superficie correspond à des surfaces d'habitat ou d'infrastructure, 39,8 % à des surfaces agricoles, 39,4 % à des surfaces boisées et 0,0 % à des surfaces improductives.

## Histoire
Le 1er janvier 2013, la commune a fusionné avec celles de Boudevilliers, Cernier, Chézard-Saint-Martin, Coffrane, Dombresson, Engollon, Fenin-Vilars-Saules, Fontaines, Les Geneveys-sur-Coffrane, Les Hauts-Geneveys, Montmollin, Le Pâquier, Savagnier et Villiers pour former la nouvelle commune de Val-de-Ruz.

## Démographie
Selon l'Office fédéral de la statistique, Fontainemelon comptait 1 633 habitants fin 2022. Sa densité de population atteint 667 hab./km2.
Le graphique suivant résume l'évolution de la population de Fontainemelon entre 1850 et 2008 :

## Sociétés locales
- Football Club Fontainemelon (1938-2016).

### Sources
Fonds d'archives de la Commune de Fontainemelon (1518-2013).  Cote : B.09. Commune de Val-de-Ruz : Service des archives de la Commune de Val-de-Ruz (présentation en ligne).